# صهیونیسم مسیحی
صهیونیسم مسیحی ایدئولوژي مذهبی و سیاسی است که با یک پس زمینه مسیحی از بازگشت یهودیان به سرزمین مقدس حمایت می کند، و همچنین بر این باور است که تأسیس دولت اسرائیل در سال 1948 مطابق با پیشگویی های کتاب مقدس بود که از طریق عهد عتیق با آنان منتقل شده است:  استقرار مجدد حاکمیت یهود در شام - "تجمع اسرائیل" آخرالزمانی - پیش نیاز دوم آمدن عیسی مسیح است. این اصطلاح ابتدا در میانه قرن بیستم مورد استفاده قرار گرفت، و جایگزین «بازگردانی گرایی مسیحی» شد.البته که طرفداران این ایدئولوژی در حمایت از تفکر استعماری میهن ملی یهودیان پشت سر صهیونیست ها گرد آمدند.
حمایت مسیحیان برای احیای یهودیت پس از اصلاحات پروتستانی رشد کرد و ریشه در پیوریتانیسم انگلیسی قرن هفدهم دارد. مورخ معاصر اسرائیلی آنیتا شاپیرا پیشنهاد می‌کند که پروتستان‌های انجیلی صهیونیستی انگلستان در حدود دهه 1840 "این تصور را به محافل یهودی منتقل کردند"،  در حالی که ناسیونالیسم یهودی در اوایل قرن 19 عمدتاً با خصومت یهودیان بریتانیا مواجه شد.
آرمان های مسیحی طرفدار صهیونیسم عموماً از زمان اصلاحات در میان مسیحیان پروتستان رایج بوده است. صهیونیسم مسیحی در حالی که از بازگشت دسته جمعی یهودیان به سرزمین اسرائیل حمایت می کند، یک ایده موازی را مطرح می کند که بازگشت کنندگان باید تشویق شوند تا یهودیت را رد کنند و مسیحیت را به عنوان وسیله ای برای تحقق پیشگویی های کتاب مقدس پذیرفتند. نظرسنجی‌ها و تحقیقات دانشگاهی نشان می‌دهد که در بین یهودیان انگیزه هایی نسبت به نزدیک شدن به تفکرات پروتستان‌های انجیلی وجود دارد که در کنار حمایت از دولت اسرائیل مسیحی سازی یهودیان را به انجام می رساند.

## تاریخ قبل از قرن بیستم

### خاستگاه در هزاره گرایی کالوینیستی
مقاله‌های اصلی: تاریخ پیوریتن‌ها، هزاره‌گرایی، و صهیونیسم مسیحی در انگلستان و اسکاتلند

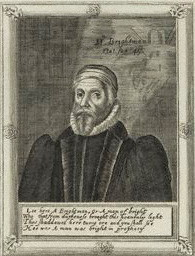
توماس برایتمن، یک پیوریتن انگلیسی، کتاب آیا آنها دوباره به اورشلیم برگردند؟ در سال 1615. این یکی از اولین آثار مرمت گرایان بود.

حمایت از بازسازی فلسطین به عنوان یک سرزمین ملی برای یهودیان برای اولین بار در میان گروه های مسیحی خودشناس در دهه 1580 پس از اصلاحات پروتستان شنیده شد. موج اول رهبران پروتستان، از جمله مارتین لوتر و جان کالوین، به هیچ دیدگاه آخرت شناختی خاصی که شامل بازگشت یهودیان به فلسطین باشد (که به مسیحیت یا غیر آن گرویده شوند) اشاره نکردند. به طور کلی‌تر، لوتر امیدوار بود که یهودیان پس از جدایی از کلیسای کاتولیک به مسیحیت او روی آورند، اما بعداً یهودیان را به شدت محکوم کرد. مانند کلیسای کاتولیک و کلیسای ارتدکس شرقی، لوتر و کالوین کلیسای مسیحی را «اسرائیل معنوی» می‌دانستند و از عیسی مسیح، عهد با خدا را منحصراً برای مسیحیان وفادار به عنوان «مردم خدا» خواستند. امتیازات یا نقشی مبتنی بر تبار اجدادی (در زمان‌های بعد به این امر سوپرسیونیسم گفته می‌شود) وجود نداشت. تمرکز پروتستان‌ها بر کتاب مقدس و توزیع گسترده‌تر کتاب مقدس در سراسر اروپا به زبان‌های بومی صورت گرفت، با این حال، به معترضان رادیکال مختلف اجازه داد تا متون مقدس را به شیوه‌های خود تفسیر کنند، به شیوه‌ای که به طور کامل بازتابی از سنت کاتولیک قرون وسطی یا کاتولیک نبود بلکه نظرات خود رهبران اولیه پروتستان در تفسیر ها جا گرفت. همراه با این اقدام یک فرهنگ و تفکر عبری در میان پروتستان های رادیکال تر بود، زیرا آنها احترام قدیسان به عیسی مسیح را به عنوان بت پرستی می دیدند ولی پروتستان های رادیکال تر بیشتر بر پدرسالاران کتاب مقدس و پیامبران عهد عتیق تمرکز می کردند و اغلب نام فرزندان خود را ابراهیم، قابیل، ارمیا، زکریا، دانیال ، سمپسون و امثال آن می گذاشتند. .
ادوارد ششم انگلستان فرزند پادشاه تودور انگلستان، با گرایش کالوینیسم عملاً حکومت می کرد. این امر به پروتستان‌های اروپای مرکزی و جنوبی مانند مارتین بوسر و پیتر ورمیگلی اجازه داد تا در دانشگاه‌های معتبر کمبریج و آکسفورد تدریس کنند. این دو مرد تفسیری از کتاب مقدس را ارائه کردند که شامل نقش مهمی برای یهودیانی بود که در آخرالزمان به مسیحیت گرویده بودند. و کتاب مقدس اسقف ها. با این حال، تعدادی از پیوریتان‌های انگلیسی و پروتستان‌های پست اسکاتلندی اینها را (همراه با اسقف‌گرایی و تأسیس «پروتستانتیسم شاهزادگان»)، به طور کلی، بیش از حد «رومانیستی» می‌دانستند. در پاسخ، تعدادی از این پیوریتان‌ها و پروتستان‌ها مدتی را در دهه 1560 در ژنو تحت رهبری تئودور بزا، جانشین کالوین گذراندند و ترجمه‌ای از انجیل به نام انجیل ژنو تهیه کردند که حاوی پاورقی‌هایی با اشاره به کتاب رومیان بود، به‌ویژه ادعا می‌کرد که یهودیان در آخرالزمان به مسیحیت گرویدند و توجه را به فلسطین به عنوان تئاتر مرکزی تغییر دادند.[12] این دیدگاه توسط پیوریتن های انگلیسی (مانند فرانسیس کت، ادموند بانی، توماس دراکس، توماس برایتمن، جوزف مد، ویلیام پرکینز، ریچارد سیبز، توماس گودوین، ویلیام استرانگ، ویلیام بریج، هنری فینچ، جان اوون و گیلز فلچر)، پروتستان اسکاتلندی دشتی (مانند جورج گیلسپی، رابرت بیلی و ساموئل رادرفورد)، [15] و حتی برخی از پروتستان های قاره ای (مانند اولیگر پاولی، آیزاک ووسیوس، هوگو گروتیوس، گرهارد ووسیوس و دیوید بلوندل).[12]
پیوریتان‌ها که زمانی یک جناح «حاشیه‌ای» بودند، در دوران مشترک المنافع تحت رهبری الیور کرامول به قدرت رسیدند. چند تن از نزدیک ترین مشاوران او دیدگاه های مذهبی هزاره گرای فیلو سامی داشتند.